# Stegerveld
Stegerveld est un village situé dans la commune néerlandaise d'Ommen, dans la province d'Overijssel. Le 1er janvier 2008, Stegerveld comptait 331 habitants.